# 合挥

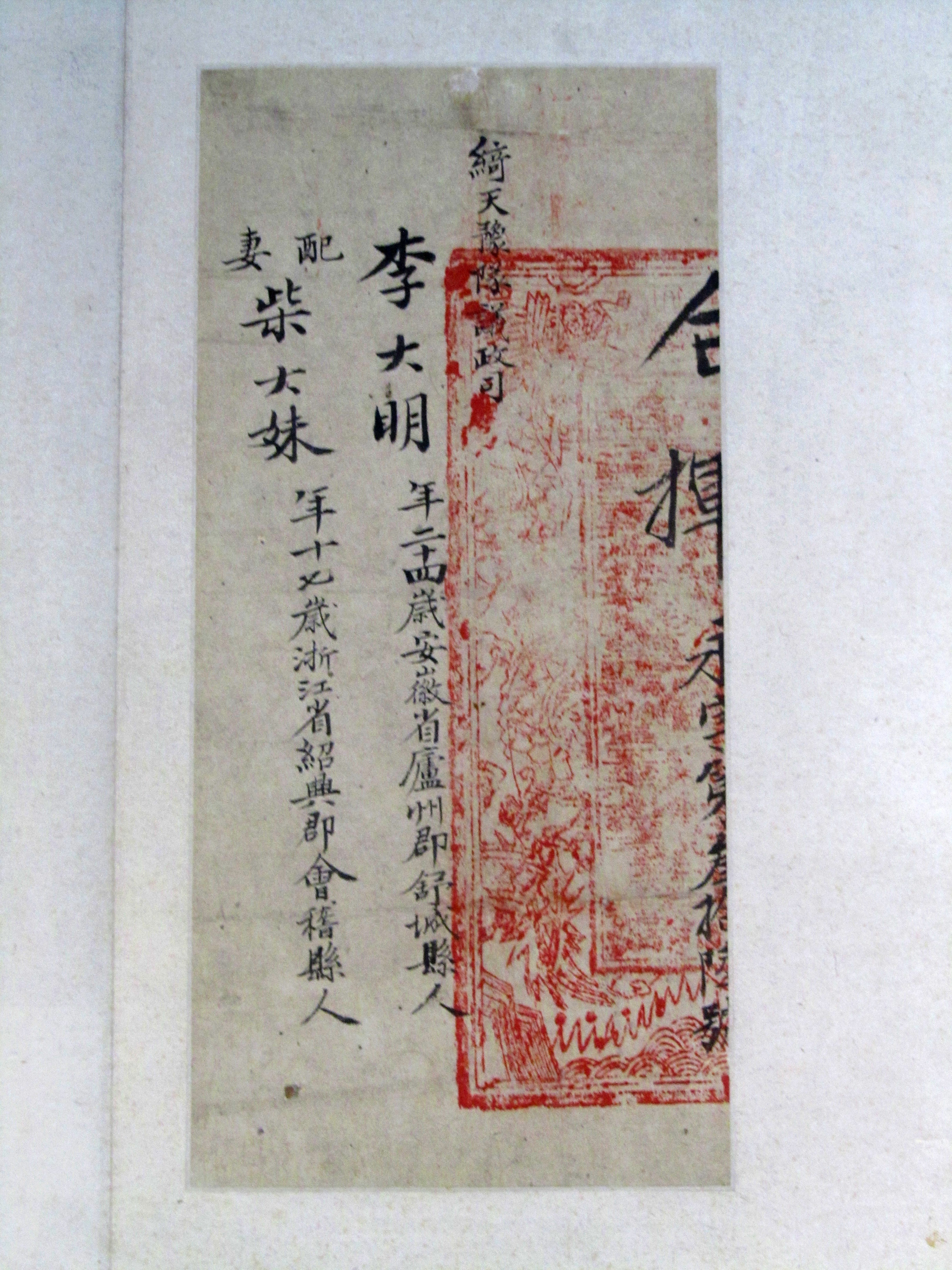
李大明柴大妹合挥，纵29厘米，横13.7厘米，墨笔楷书，现藏杭州浙江省博物馆武林馆区。1954年1月发现于浙江绍兴三秀庵墙壁内，共两份，另一份为翟合义祝大妹合挥，现藏南京太平天国历史博物馆。

合挥又称龙凤合挥，为太平天国时期所颁发的涉及婚事方面的证明文书，相当于今日的结婚证，“合”为结合、“挥”为凭证之意。
合挥为一式两份，中央骑缝处有“合挥”二字及编号（图上为永字第叁拾陆号），上盖龙凤图记，然后各为一半，分别给结婚当事人和留政府存档。合挥上登记有双方姓名、年龄和籍贯，男方还要登记职位，亦有可能记载参加太平军的年月、地址，女方上加横书“配妻”二字。太平天国时期称结婚为“夫妇合婚”，并规定“男女配合须由本队主禀明婚娶官，给龙凤合挥方准”。